# Wójtowa Wieś
Wójtowa Wieś (deutsch Richtersdorf) ist ein Stadtteil von Gliwice (Gleiwitz). Wójtowa Wieś liegt im Südwesten der Stadt und hat ca. 8000 Einwohner. Durch Wójtowa Wieś fließen die Ostroppka und der Röhrgraben.

## Geschichte

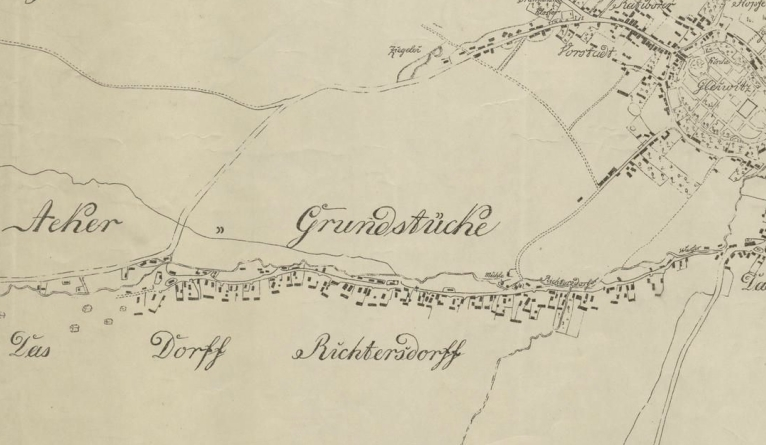
Richtersdorf 1812

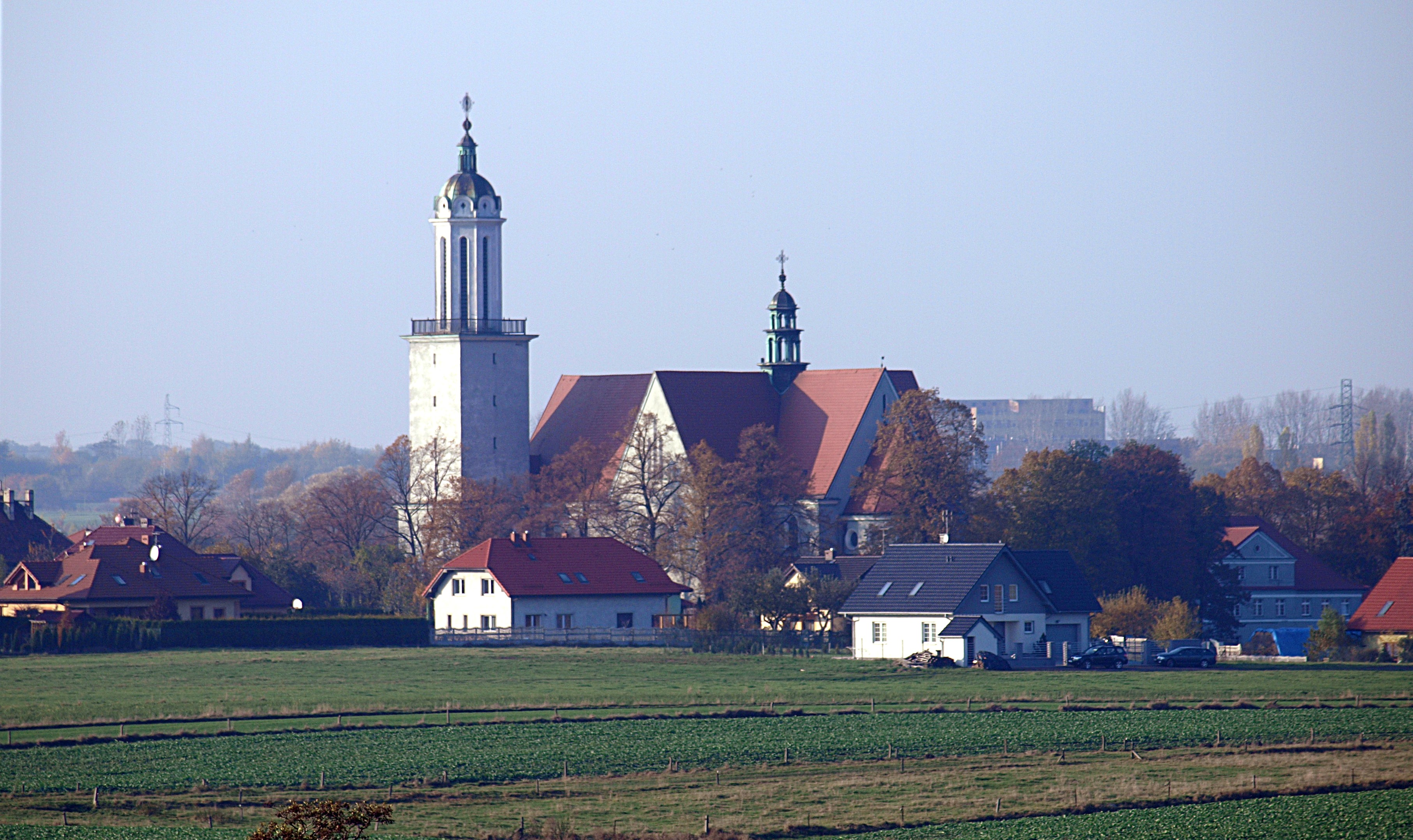
Blick auf Wójtowa Wieś und die Antoniuskirche

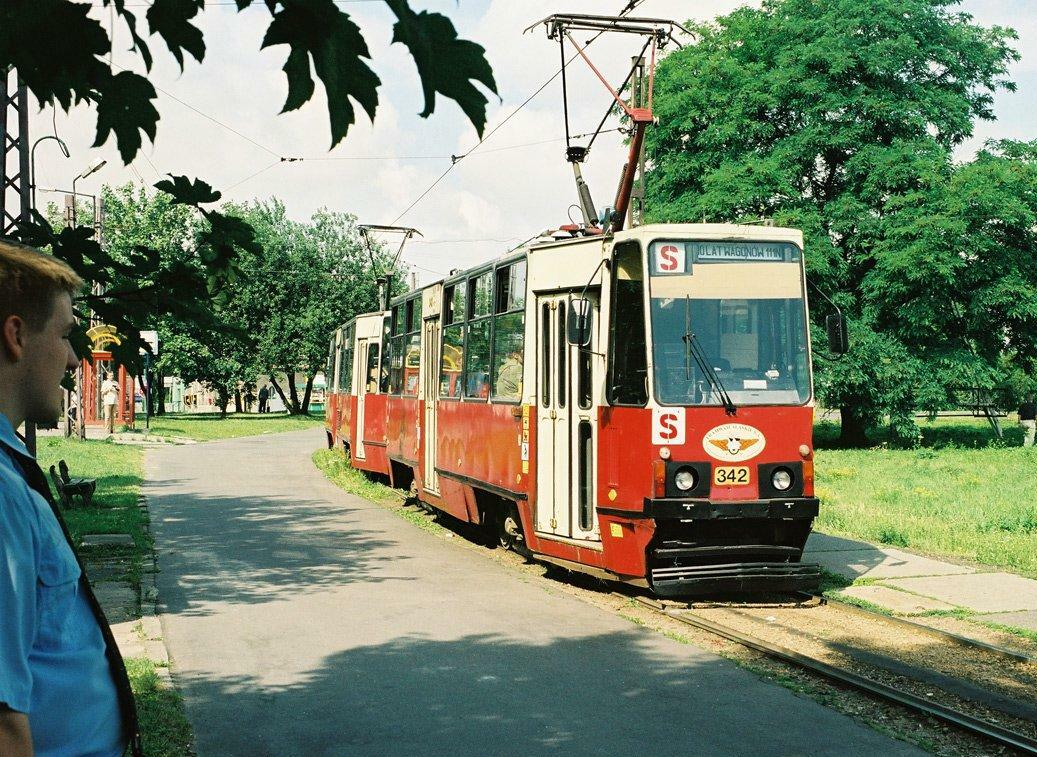
Endhaltestelle der mittlerweile eingestellten Straßenbahn 2003

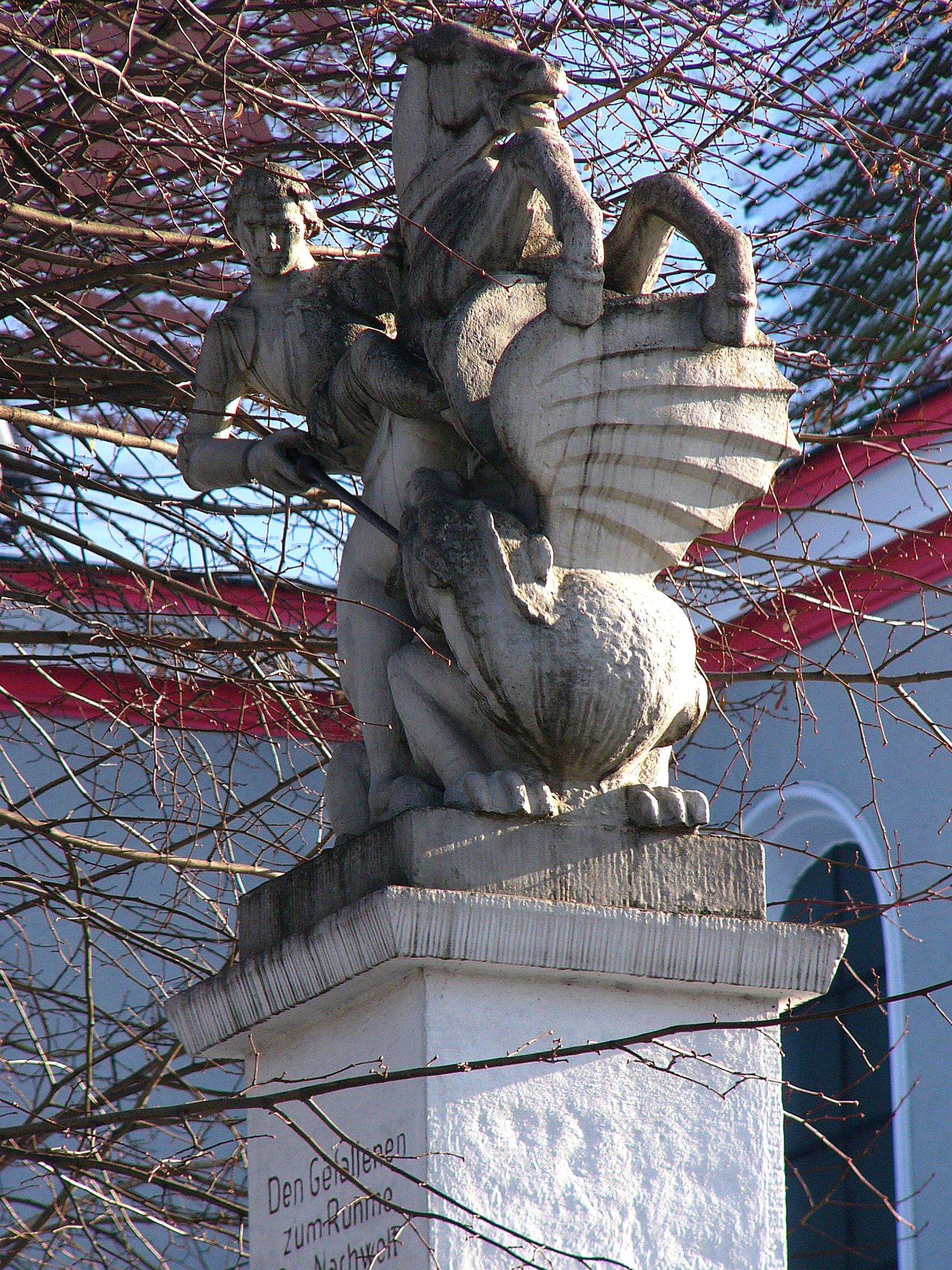
Das Gefallenendenkmal

Der Ort entstand spätestens im 13. Jahrhundert und wurde 1286 erstmals urkundlich erwähnt. 1294 folgte eine Erwähnung als Villa advocati. Der Ort war ein klar gegliedertes einzeiliges Waldhufendorf. 1534 folgte eine Erwähnung als Vogtsdorf. Seit 1531 wurde der Röhrkasten in Gleiwitz von Richtersdorf aus mit Wasser aus dem Röhrgraben versorgt.
Der Ort wurde 1783 im Buch Beytrage zur Beschreibung von Schlesien als Richtersdorf erwähnt, lag im Landkreis Tost und hatte 385 Einwohner, 41 Bauern, acht Gärtner und drei Häusler. 1818 wurde der Ort als Richtersdorf erwähnt. Die katholische Schule besteht seit 1803, erhielt 1824 ein massiv gebautes Gebäude und wurde 1855 erweitert. 1865 hatte Richtersdorf 50 Bauernstellen, sieben Gärtner und 51 Häusler, ferner zwei Ziegeleien. Zu diesem Zeitpunkt wurden an der Schule 160 Kinder unterrichtet.
Bei der Volksabstimmung in Oberschlesien am 20. März 1921 stimmten 775 Wahlberechtigte für einen Verbleib Oberschlesiens bei Deutschland und 1179 für eine Zugehörigkeit zu Polen. Richtersdorf verblieb nach der Teilung Oberschlesiens beim Deutschen Reich. 1925 begann der Bau der Antoniuskirche, die 1927 vollendet wurde. 1927 wurde Richtersdorf vom Landkreis Tost-Gleiwitz nach Gleiwitz eingemeindet. 1937 fand zum letzten Mal das regelmäßige Osterreiten in Richtersdorf statt.
1945 kam der bis dahin deutsche Ort unter polnische Verwaltung und wurde anschließend der Woiwodschaft Schlesien angeschlossen und ins polnische Wójtowa Wieś umbenannt. 1950 kam der Ort zur Woiwodschaft Kattowitz. 1999 kam der Ort zur neuen Woiwodschaft Schlesien.

## Bauwerke und Sehenswürdigkeiten
- Die Antoniuskirche ist eine römisch-katholische Kirche, die im Stil der Moderne erbaut wurde mit Anlehnungen an die Neoromanik und Neogotik. Der Kirchturm hat eine Höhe von 67 Metern und besitzt eine Aussichtsplattform. Baubeginn war am 30. Juni 1925, 1927 wurde die Kirche fertiggestellt.
- Gefallenendenkmal von Hanns Breitenbach mit Skulptur des heiligen Georgs für die Gefallenen des Ersten Weltkriegs.

## Bildung
- Grundschule Nr. 12

## Verkehr
An Wójtowa Wieś verläuft die Autobahn A4.